# Franco Abbiati
Franco Abbiati (Verdello, 14 settembre 1898 – Bergamo, 22 gennaio 1981) è stato un critico musicale italiano.

## Biografia
Diplomatosi presso il Liceo musicale di Torino in composizione, si perfezionò poi in musicologia con  Gaetano Cesari cui successe come critico musicale del Corriere della Sera per trentasei anni, dal 1934 al 1973. Precedentemente era stato critico musicale de Il Secolo – La Sera dal 1928 al 1934. Aveva inoltre fondato e diretto La Scala dal 1949 sino alla sua cessazione, avvenuta nel 1963.
Ha curato una raccolta di Scritti inediti di Gaetano Cesari e, per il cinquantenario della morte di Giuseppe Verdi, curò un'edizione con scritti di importanti personalità.
È autore di una significativa Storia della musica, aggiornata alla 2ª edizione Garzanti 1974, in quattro volumi.
La sua maggiore opera resta comunque la biografia di Verdi (La vita e le opere di Giuseppe Verdi, Milano, Ricordi, 1959), tuttora punto di riferimento per gli studiosi del compositore nato a Roncole di Busseto.
Ad Abbiati è intitolato il Premio Franco Abbiati della critica musicale italiana.

## Opere
- Gaetano Cesari, Scritti inediti, (a cura di Franco Abbiati), Carsich S. A., Milano, 1937
- Storia della musica, Treves, Milano, 1939-1946 (5 volumi)
- Peter Grimes, Istituto d'alta cultura, Milano, 1947
- Giuseppe Verdi, Ricordi, Milano, 1959 (4 volumi)
- Storia della musica, Garzanti, Milano, collana i Garzanti, 1971
- Alti e bassi del Simon Boccanegra, Ente Autonomo Arena di Verona, 1973
- Un requiem per il "Santo", Ente Autonomo Arena di Verona, 1974
- Storia della musica, Garzanti, Milano, 1974 (2ª edizione aggiornata, 4 volumi)